# Chloe O'Brian
Chloe O'Brian é uma personagem da série 24 Horas e é interpretada por Mary Lynn Rajskub. Chloe é a analista de sistemas mais experiente e expert em computação da Unidade Contra-Terrorismo (CTU). Foi apontada pela AOL em 2011 como uma das 100 personagens de TV femininas mais memoráveis.